# Ostrówek (gromada w powiecie lubartowskim, 1969–1972)
Ostrówek (do 31 XII 1968 Kamienowola) – dawna gromada, czyli najmniejsza jednostka podziału terytorialnego Polskiej Rzeczypospolitej Ludowej w latach 1954–1972.
Gromady, z gromadzkimi radami narodowymi (GRN) jako organami władzy najniższego stopnia na wsi, funkcjonowały od reformy reorganizującej administrację wiejską przeprowadzonej jesienią 1954 do momentu ich zniesienia z dniem 1 stycznia 1973, tym samym wypierając organizację gminną w latach 1954–1972.
Gromadę Ostrówek z siedzibą GRN w Ostrówku utworzono 1 stycznia 1969 w powiecie lubartowskim w woj. lubelskim w związku z przeniesieniem siedziby gromady Kamienowola z Kamienowoli do Ostrówka i zmianą nazwy jednostki na gromada Ostrówek.
Gromada przetrwała do końca 1972 roku, czyli do kolejnej reformy gminnej. 1 stycznia 1973 w powiecie lubartowskim utworzono gminę Ostrówek.
Uwaga: Gromada Ostrówek (o zupełnie innym zasięgu terytorialnym) istniała w powiecie lubartowskim również w latach 1954–1959.